# Himalayapsitta
A himalájapapagáj (Himalayapsitta) a madarak osztályának papagájalakúak (Psittaciformes) rendjébe, a szakállaspapagáj-félék (Psittaculidae) családjába és a szakállaspapagáj-formák (Psittaculinae) alcsaládjába tartozó nem. Egyes források az átsorolást nem fogadták el, és továbbra is a Psittacula nembe sorolják ezeket a fajokat.

## Rendszerezésük
A nemet Braun írta le 2016-ban, az alábbi fajok tartoznak ide:
- Szilvafejű himalájapapagáj (Himalayapsitta cyanocephala)
- Szürkefejű himalájapapagáj (Himalayapsitta finschii)
- Nepáli himalájapapagáj (Himalayapsitta himalayana)
- Virágfejű himalájapapagáj (Himalayapsitta roseata)

## Forrás
- Hivatalos magyar neve